# Ilian Stoyanov
Ilian Stoyanov (Kyustendil, Bulgària, 20 de gener de 1977) és un exfutbolista búlgar. Va disputar 40 partits amb la selecció de Bulgària.